# Isaks offer
Isaks offer, ibland även Abrahams offer (nederländska: Het offer van Abraham), är en oljemålning av den nederländske konstnären Rembrandt. Den målades 1635 och ingår i Eremitagets samlingar i Sankt Petersburg. 
Det bibliska motivet återger en scen ur Första Moseboken (kapitel 22) då Gud prövade patriarken Abrahams tro och befallde honom att offra sin enda son Isak på Moria berg. I sista stund dök dock en ängel upp och förkunnade "Låt inte din hand komma vid gossen, och gör ingenting med honom. Ty nu vet jag att du fruktar Gud". Samtidigt uppenbarade sig en vädur som Abraham istället offrade. 
Isaks offer är en förhållandevis tidig Rembrandtmålning, utförd i barockstil. Den ägdes av den engelske statsmannen Robert Walpole på 1730-talet och såldes av hans ättling George Walpole 1779 till Katarina den stora för att ställas ut på det nyinrättade Eremitaget. Rembrandt, eller möjligen en elev till honom, målade 1636 en kopia i samma storlek (195 x 132,3 cm) som är utställd på Alte Pinakothek i München sedan dess grundande 1836.  

## Münchenversionen

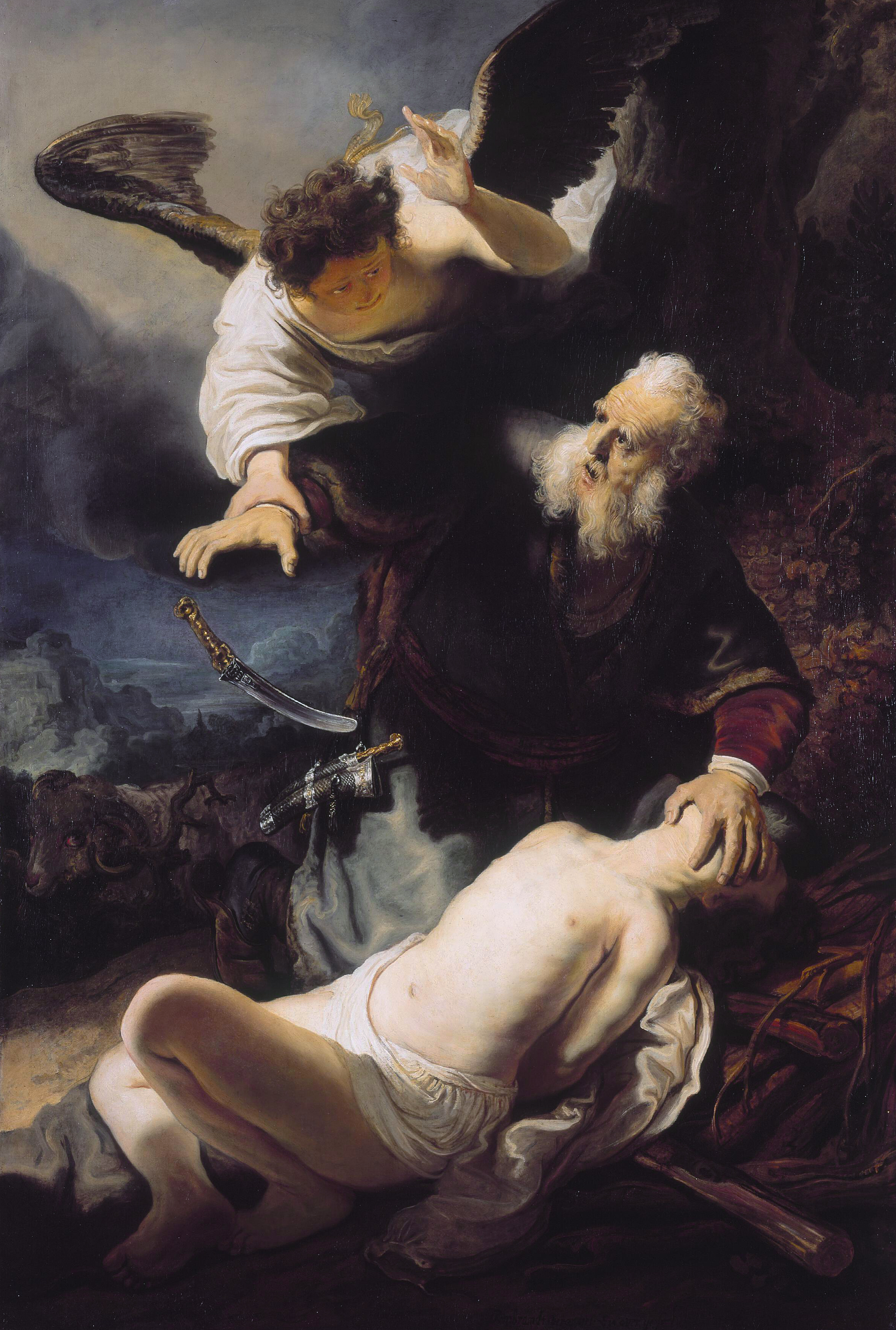
Isaks offer (1636), Alte Pinakothek.